# Die Bürger in Wien
Die Bürger in Wien ist eine lokale Posse in drei Akten von Adolf Bäuerle. Die Erstaufführung fand am 23. Oktober 1813 im Wiener Theater in der Leopoldstadt statt.

## Inhalt
Sowohl der reiche Geschäftsmann Müller, als auch der Dichter Karl Berg werben um die Hand von Käthchen, die aber bereits den Dichter liebt. Der Vater Josef Redlich mag beide nicht zum Schwiegersohn, Berg wegen dessen Armut, Müller wegen der fragwürdigen Herkunft seines Reichtums und weil er kein guter Patriot wäre:
„Sie sind kein guter Mensch, kein guter Untertan – sie sind ein schlechter Patriot.“ (Erster Aufzug, zwölfte Szene)

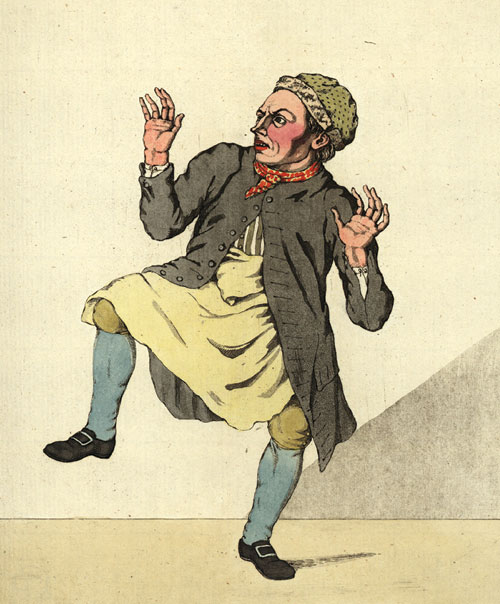
Ignaz Schuster als Staberl

Die Mutter Therese protegiert Müller, geblendet von dessen Reichtum und den Geschenken für sie und ihre Tochter.
Beim Abschiedsfest für Ferdinand, den Bruder Käthchens, der zu den Soldaten einrückt, fallen die anwesenden Bürger über Müller her und werfen ihn hinaus. Der Bürgerwehrkommandant Toloysky erinnert alle daran, dass sie ab sofort Wachdienst an der Franzensbrücke haben.
Alle beteiligten Personen versuchen, den Parapluiemacher Staberl als Helfer in der Heiratsangelegenheit zu engagieren und dieser verspricht jedem seinen Beistand:
„Aufrichtig gesagt, mir ist's alles eins, ob ich den anschmier' oder den, das ist mir tout megol, wenn ich nur was davon hätte!“ (Zweiter Aufzug, dritte Szene)
Müller besticht Therese mit einem angeblich echten Brillantenhalsband, Käthchen zu einer Schifffahrt mit ihm zu überreden. Als das Schiff an der Franzensbrücke vorbeifährt, bemerken die Bürger, darunter auch Karl, dass sich Käthchen verzweifelt gegen die Zudringlichkeiten Müllers wehrt. Sie reißt sich los und springt ins Wasser, Karl springt nach und rettet sie ans Ufer. Während Müller vorerst entkommt, gibt Redlich seinen Widerstand auf und erklärt sich mit Karls und Käthchens Verlobung einverstanden:
„Lassen sie mich handeln, ich bin Mensch und Vater -“ (Dritter Aufzug, erste Szene)
Der eingefangene Müller will Staberl bestechen, ihn laufen zu lassen, aber sowohl dieser als auch Toloysky lehnen entrüstet ab. Dann wird in Redlichs Haus das Verlobungsfest gefeiert und Staberl singt dabei ein selbstgedichtetes Lied:
„Drum tönet das Loblied dem Feste; Wir bringen mit dankbarem Sinn:
Es leben die gnädigen Gäste! Es leben die Bürger von Wien!“ (Dritter Aufzug, zwölfte Szene)

## Werksgeschichte
Das im Oktober 1813 im Theater in der Leopoldstadt uraufgeführte Stück war Bäuerles erster und auch zugleich größter Erfolg als Theaterschriftsteller. Diesen Erfolg hatte der Autor zum größten Teil dem Darsteller des Staberls, dem Schauspieler Ignaz Schuster, zu verdanken. Die Figur des Staberls als Nachfolger von Hanswurst und Kasperl war die Schöpfung Bäuerles. Staberls ständige Redewendung „Wenn ich nur was davon hätte!“ wurde in Wien zum geflügelten Wort.
Der Autor selbst schrieb später, das Stück sei „für nichts anderes zu betrachten, als für einen Schwank, bei dem ein durchaus komischer Patron die Hauptrolle zu geben hat.“

## Rezeption
Nach Johann Sonnleitner trägt der biedermeierliche Frohsinn des Stückes
„…durchaus bedrohliche und unheimliche Züge an sich. Wer seine antifranzösische Gesinnung im Befreiungskrieg und seine Loyalität zum Herrscherhaus nicht offen zur Schau trägt, wird aus der Gemeinschaft des bürgerlichen Kollektivs ausgeschlossen.“
Allein Staberl unterscheidet sich von der penetranten Biederkeit der Bürger, Bäuerle hat in dieser lustigen Figur einen Schlusspunkt in der Entwicklung des Hanswursts gesetzt. Mit Ende des 18. Jahrhunderts ist diese Bühnengestalt in ihrer ursprünglichen Form dann aus dem Theaterbetrieb praktisch verschwunden.
Auch Helbig stellt fest, das Stück sei eine patriotische Gelegenheitsdichtung, die erst durch die Einführung des hier zum ersten Mal auftretenden Parapluimachers Staberl so bühnenwirksam geworden wäre. Diese Rolle wurde bald zur stehenden Figur des Wiener Volkstheaters und Bäuerle musste vier Fortsetzungen – sogenannte „Staberliaden“ – schreiben. Der Erfolg beruhte darauf, dass Staberl im Gegensatz zu seinen Vorgängern Hanswurst, Kasperl und Thaddädl nicht schablonenhaft, sondern nahezu als Charakterfigur gezeichnet war.